# Prionyx elegantulus
Prionyx elegantulus là một loài côn trùng cánh màng trong họ Sphecidae, thuộc chi Prionyx. Loài này được R. Turner miêu tả khoa học đầu tiên năm 1912.